# Pascalsche Wette

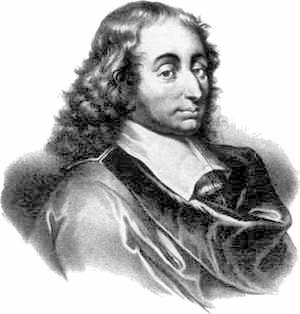
Blaise Pascal

Die pascalsche (oder Pascal’sche) Wette ist Blaise Pascals berühmtes Argument für den Glauben an Gott. Pascal argumentiert, es sei stets eine bessere „Wette“, an Gott zu glauben, weil der Erwartungswert des Gewinns, der durch Glauben an einen Gott erreicht werden könne, stets größer sei als der Erwartungswert im Fall des Unglaubens.
Zu beachten ist, dass dies kein Argument für die Existenz Gottes ist, sondern für den Glauben an die Existenz Gottes. Mit diesem Argument zielte Pascal besonders auf jene Menschen ab, die durch traditionelle „Gottesbeweise“ nicht zu überzeugen waren.

## Pascals Argumentation
„Ihr sagt also, daß wir unfähig sind zu erkennen, ob es einen Gott giebt. Indessen es ist gewiß, daß Gott ist oder daß er nicht ist, es giebt kein Drittes. Aber nach welcher Seite werden wir uns neigen? Die Vernunft, sagt ihr, kann aber nichts entscheiden. Es ist ein unendliches Chaos, das zwischen uns liegt und wir spielen hier ein Spiel in dieser unendlichen Entfernung von einander, wo Kopf oder Wappen fallen wird. Was wollt ihr wetten? Nach der Vernunft könnt ihr weder das eine noch das andre behaupten; nach der Vernunft könnt ihr keins von beiden leugnen. So werfet denn nicht denen Irrthum vor, die eine Wahl getroffen, denn ihr wißt nicht, ob sie Unrecht haben, und ob sie schlecht gewählt. […]
[E]s muß gewettet werden, das ist nicht freiwillig, ihr seid einmal im Spiel und nicht wetten, daß Gott ist, heißt wetten, daß er nicht ist. Was wollt ihr also wählen? […] Ihr habt zwei Dinge zu verlieren, die Wahrheit und das Glück und zwei Dinge zu gewinnen, eure Vernunft und euern Willen, eure Erkenntniß und eure Seligkeit, und zwei Dinge hat eure Natur zu fliehen, den Irrthum und das Elend. Wette denn, daß er ist, ohne dich lange zu besinnen, deine Vernunft wird nicht mehr verletzt, wenn du das eine als wenn du das andre wählst, weil nun doch durchaus gewählt werden muß. Hiemit ist ein Punkt erledigt. Aber eure Seligkeit? Wir wollen Gewinn und Verlust abwägen, setze du aufs Glauben, wenn du gewinnst, gewinnst du alles, wenn du verlierst, verlierst du nichts. Glaube also, wenn du kannst.“

Pascals Argument lautet, dass eine Analyse der Optionen hinsichtlich des Glaubens an Gott zu folgenden Resultaten führt:
- Man glaubt an Gott, und Gott existiert – in diesem Fall wird man belohnt (Himmel – man hat gewonnen).
- Man glaubt an Gott, und Gott existiert nicht – in diesem Fall gewinnt man nichts (verliert aber auch nichts).
- Man glaubt nicht an Gott, und Gott existiert nicht – in diesem Fall gewinnt man ebenfalls nichts (verliert aber auch nichts).
- Man glaubt nicht an Gott, und Gott existiert – in diesem Fall wird man bestraft (Hölle – man hat verloren).

Aus seiner ursprünglichen Analyse der Möglichkeiten folgerte Pascal nun, dass es besser sei, bedingungslos an Gott zu glauben.

## Kommentare und Kritik
Gegen Pascals Argument liegen eine Reihe von Einwänden vor, die auf verschiedene Weise die Schwächen von Pascals Argumenten angreifen. Gegenüber seiner ursprünglichen Formulierung macht auch Pascal selbst einige Einschränkungen.

### Die Kosten des Glaubens
Die pascalsche Wette in ihrer oben dargelegten Formulierung geht davon aus, dass Glaube nichts kostet. Pascal selbst gesteht jedoch zu, dass es jedenfalls möglich ist, dass man gezwungen ist „die irdischen Freuden“ zu opfern, um sein Leben dem Glauben an Gott in angemessener Weise zu widmen. Der Gedanke dabei ist, es könne Kosten geben, direkte Kosten (Zeit, Gesundheit, Wohlstand) und Opportunitätskosten.
Es wird auch argumentiert, dass der Glaube Lebensfreude kosten kann, weil die gläubige Person nicht an Aktivitäten teilnehmen darf, die durch Dogmen innerhalb der Gemeinde der Gläubigen verboten werden.
Pascal setzt diesem Einwand jedoch entgegen, dass selbst in diesem Fall die Wette noch zugunsten des Glaubens ausgeht:

„Nun aber ist hier eine Unzahl von unendlich glücklichen Leben zu gewinnen mit gleicher Wahrscheinlichkeit des Verlustes und des Gewinnes und was du einsetzest, ist so wenig und von so kurzer Dauer, daß es eine Tollheit wäre, es bei dieser Gelegenheit zu sparen.“

An dieser Sichtweise lässt sich sicherlich kritisieren, dass die Wahrscheinlichkeit, dass Gott existiert, auch geringer angenommen werden darf. Aber auch noch bei angenommener minimaler Gewinnchance überstiege der mit seiner geringen Wahrscheinlichkeit multiplizierte Gewinn, welcher sich im Falle der Existenz Gottes aus dem Glauben an ihn ziehen ließe, immer noch den Verlust, welcher mit der Wahrscheinlichkeit der Falschheit des Glaubens an Gott multipliziert werden müsste.
Glaubt man also, dass die Belohnung für den Glauben an Gott der Himmel ist und dieser Gewinn wie in der obigen Matrix als „unendlich“ bewertet wird, dann ist es selbst bei Kosten für den Glauben, die ja immer endlich sind, immer noch die bessere Entscheidung, an Gott zu glauben, sofern die Wahrscheinlichkeit der Existenz von Gott größer 0 ist, denn jede positive Wahrscheinlichkeit würde bei der Multiplikation mit Unendlich einen unendlichen Erwartungswert ergeben.
Zudem muss die Einschränkung, dass der Glaube an Gott einen Verlust im irdischen Leben darstelle, nicht zwingend geteilt werden. An dieser Stelle kann die Spekulation angebracht werden, ob Glaube und Gebet nicht sogar medizinische oder sozio-kulturelle Vorteile mit sich bringen.
Möglicherweise fällt der – von Pascal als „unendlich“ vorausgesetzte – Lohn aber auch deutlich geringer aus. Sollte das vermeintlich zu gewinnende ewige Leben gar nicht ewig oder gar nicht so besonders glücklich sein, so ergäbe sich ein deutlich schlechterer Erwartungswert.
Nach der traditionellen Religionskritik („Religion ist das Opium des Volkes“) kehrt sich hier die Wette um; der Wert des irdischen Lebens („Spatz in der Hand“) sei viel zu hoch, als dass man es einem vagen Versprechen auf ein – möglicherweise nur mäßig erfreuliches – Jenseits opfern dürfe („Taube auf dem Dach“).
Vorausgesetzt, es gibt Gott, so hätte man die Wette dennoch verloren, wenn man sein gesamtes irdisches Leben darauf verwendet, einem Gott zu gefallen, an dessen Anforderungen man letztlich doch scheitert, oder dessen Lohn dann enttäuschend ausfällt.

### Unfähigkeit zum Glauben
Ein weiterer Einwand, den Pascal selbst diskutiert, ist das Problem, dass zum richtigen Glauben die feste Überzeugung gehöre, dass Gott existiere. Diese lässt sich aber nicht ohne weiteres herstellen, wird doch im Argument davon ausgegangen, dass die Existenz Gottes keinesfalls eine sichere Tatsache ist. Entsprechend ist es schwer vorstellbar, dass ein Mensch, der von der Richtigkeit von Pascals Argument überzeugt ist, seine bisherige Skepsis vergessen und sich zur Vermutung der Existenz Gottes entschließen kann.
Pascals Antwort auf dieses Problem ist, man müsse zunächst die Freuden des gottlosen Lebens aufgeben, dann werde sich der Glaube auch einstellen. Er schreibt, „Nun es ist an dir an zu fangen. Wenn ich könnte, würde ich dir den Glauben geben, ich kann es nicht und kann folglich auch nicht die Wahrheit von dem, was du sagst, versuchen; aber du kannst ganz gut diese Freuden aufgeben und versuchen, ob das, was ich sage, wahr ist.“ und stellt dabei (weiter oben) andere Freuden in Aussicht. In der Interpretation von John Leslie Mackie bedeutet dies, dass man seinen Willen durch das Betreiben religiöser Praktiken manipulieren solle, bis sich der wirkliche Wille zum Glauben einstelle. Diese Vorgehensweise würde dann zwar in der Tat den oben diskutierten Verlust manch irdischen Glücks im Falle der Nichtexistenz Gottes bedeuten, da dies jedoch bereits einkalkuliert ist, wäre die Wette immer noch einzugehen.
William James bezweifelt in The Will to Believe, dass ein Glaube, basierend auf Pascals Argumentation, ernsthaft möglich sei. Man könne zwar eine beliebige Hypothese energisch behaupten, doch sei es absolut unmöglich, sie aus bloßer Willenskraft ernsthaft zu glauben, wenn wir nicht bereits vorher eine gewisse Neigung gehabt hätten, sie ernsthaft in Betracht zu ziehen. James ist sich sicher, ein solcher kalkulierender Glaube “would lack the inner soul of faith’s reality”, sei also seelenlos. Aus Sicht eines protestantisch geprägten Menschen meint er:

“[…] these means of salvation seem such foregone impossibilities that Pascal’s logic, invoked for them specifically, leave us unmoved”

„[…] diese Mittel zur Erlösung scheinen derart vorherbestimmte Unmöglichkeiten zu sein, dass Pascals Logik, die er spezifisch für diese anführt, uns unberührt lässt.“

### Kritik an den Optionen
Der prominenteste Einwand gegen Pascals Wette stellt die Vollständigkeit der Darstellung der Optionen in Frage (Pascal stellt nach dieser Ansicht eine falsche Disjunktion auf). Demnach seien die Aussichten auf ein unendlich glückliches Leben nach dem Tod möglicherweise nicht allein Gläubigen vorbehalten; und wenn, dann sei es zudem noch möglich, dass der Glauben an Gott nicht automatisch das glückliche Leben nach dem Tod für alle Gläubigen bedeute.
Konkret geht Pascal nur von folgenden Möglichkeiten aus:
1. Es gibt einen Gott, der genau die Menschen belohnt, welche an ihn glauben.
2. Es gibt keinen Gott und damit auch keine Belohnung für Glauben.

Tatsächlich gäbe es aber noch mehr Möglichkeiten:
1. Es gibt einen Gott, der jedoch nicht belohnt.
2. Es gibt einen Gott, der belohnt, dies jedoch nicht (allein) vom Glauben an ihn abhängig macht.
3. Es gibt keinen Gott, und man wird nach dem Tod trotzdem belohnt (wobei sich jedoch die Frage stellt, durch wen).
4. Es gibt einen nichtchristlichen Gott, der alle Christen wegen Götzendienst bestraft.
5. Es gibt einen christlichen allwissenden Gott, er belohnt nur unser Handeln (Lippenbekenntnisse werden bestraft).
6. Es gibt einen Gott, der belohnt. Der Lohn fällt aber enttäuschend gering aus.

Insbesondere die zweite Alternative findet dabei Beachtung: Es wäre durchaus möglich, dass es einen Gott geben könnte, der kritischen Agnostizismus belohnt und blinden Glauben bestraft, oder der Ehrlichkeit im Denken belohnt und vorgespiegelten Glauben bestraft. Dieser Gedankengang zielt darauf ab, was Gott eigentlich verlangt – dass man an ihn glaubt, oder dass man unabhängig von ihm in seinem Sinne Entscheidungen trifft. Letzteres wird auch durchaus im Christentum häufig vertreten. Hier ist die Sichtweise, dass Gott gute Werke belohnen würde und dass weder Reue allein noch Glaube allein die guten Werke überflüssig mache (siehe Jak 2,18  und dagegen Römer 3,24-28 ). Variationen dieses Arguments können in anderen religiösen Philosophien gefunden werden, z. B. im Hinduismus und im Islam.
Diese Argumentation deckt sich u. a. mit dem bekannten Einwand von William James (in „The Will to Believe“) gegen das Glaubenskalkül: Gerade einem auf Pascals Weise Kalkulierenden und Spekulierenden, der also zum Glauben keine „lebendige Wahl“ getroffen hat, sollten wir an Gottes Stelle die unendliche Belohnung mit Vergnügen vorenthalten:

“We feel that a faith […] adopted wilfully after such a mechanical calculation would lack the inner soul of faith’s reality; and if we were ourselves in the place of the Deity, we should probably take particular pleasure in cutting off believers of this pattern from their infinite reward.”

„Wir spüren, daß ein Glaube, willentlich angenommen gemäß einer derartigen mechanischen Berechnung, die innere Seele des Glaubens verfehlt, und vermutlich würden wir, wären wir die Gottheit, mit besonderem Vergnügen den Glaubenden von diesem Schlage ihren unendlichen Lohn verwehren.“

Auch Richard Carrier argumentiert auf diese Weise:

„Angenommen, es gäbe einen Gott, der uns beobachtet und darüber entscheidet, welche Seelen in den Himmel kommen, und Gott möchte den Himmel nur mit moralisch guten Menschen besiedeln. Er wird wahrscheinlich aus jenen Seelen auswählen, die eine bedeutende Anstrengung zur Enthüllung der Wahrheit geleistet haben. […] Wenn Menschen ein Bewusstsein für das gute und schlechte Handeln haben, folgt daraus, dass sie auch ein Bewusstsein für Gut und Böse besitzen. Dieses Bewusstsein erfordert ein umfassendes Wissen über unser Universum, und zum Beispiel auch darüber, ob es Gott wirklich gibt. Diese Menschen kümmern sich darum, ihre Glaubensinhalte zu bestätigen, zu testen und letztendlich zu erfahren, ob ihr Glauben vermutlich korrekt ist oder nicht. Deshalb verdienen nur Menschen, die stets die Sittlichkeit ihrer Entscheidungen überprüfen, einen Platz im Himmel – außer Gott möchte den Himmel mit moralisch faulen, unverantwortlichen oder unzuverlässigen Menschen füllen. […] Wenn jemand in den Himmel kommen möchte, muss er einige bedeutende Fragen klären – und dazu gehört ‚Existiert Gott?‘.“

Weniger diskutiert wird der letztgenannte Einwand. Damit die Wette „funktioniert“, muss „eine Unzahl von unendlich glücklichen Leben zu gewinnen“ sein, wie Pascal voraussetzt. In der Bibel gibt es aber auch Stellen, in denen der göttliche Lohn aus menschlicher Sicht enttäuschend auszufallen scheint, was am Beispiel der Arbeiter im Weinberg (Mt 20,1–16 ) verdeutlicht werden soll; der dort angegebene „Silbergroschen“ entsprach damals dem Existenzminimum für das nackte Überleben für einen einzigen Tag. Dieses Argument übersieht jedoch, dass es sich hier ausdrücklich um ein Gleichnis handelt, das eben nicht zu wörtlich aufzufassen ist, wie der entsprechende Artikel Gleichnis von den Arbeitern im Weinberg ausführt.
Wie genau der „Lohn“ (bzw. das ewige Leben) aussieht, wird innerhalb des Christentums diskutiert, ändert jedoch nichts an der grundsätzlichen Aussage des Gleichnisses.

### Die Existenz mehrerer Gottheiten, Beliebigkeit der Kriterien
Das „Viele-Götter“-Argument zeigt, dass wir beliebig viele andere Kriterien finden können, nach denen ewige Seligkeit angeboten und ewige Qual angedroht werden könnte. Beispielsweise könnten nichtchristliche Götter existieren und alle bestrafen, die nicht an sie geglaubt haben, einschließlich der Christen. Doch auch innerhalb des Christentums besteht keineswegs Einigkeit in der Frage, nach welchen Kriterien ewige Seligkeit zu erlangen sei, oder wie sich ein Glaube an Gott äußern müsse, um das ewige Leben zu erhalten. Weiterhin könnte irgendeine Macht beschließen, diejenigen zu bestrafen, die an Gott glauben, und die Ungläubigen zu belohnen.
Auf diese Weise könnte die pascalsche Wette benutzt werden, zu folgern, es sei ratsam, an eine ganze Reihe von Göttern zu glauben oder gar an alle; da jedoch die Glaubenssysteme einiger Religionen exklusiv sind, würde das für die Gläubigen dieser Religionen zu Widersprüchen zur pascalschen Wette führen. Dies ist das Argument der einander widersprechenden Offenbarungen, ein Argument, das besagt, dass angesichts vieler einander widersprechender Offenbarungen der Schluss nahe liegt, dass wahrscheinlich keine von ihnen Glauben verdient.
Auch im Christentum, der christlichen Theologie und in der Bibel finden sich eine verwirrende Vielfalt von Ansichten und Aussagen darüber, was Gott verlangt bzw. was man tun, unterlassen, glauben oder nicht glauben müsse, um einen göttlichen Lohn zu erhalten, über den es wiederum eine verwirrende Vielzahl von Aussagen gibt. Erschöpft sich in weiten Teilen des Alten Testaments der Lohn des Glaubens in diesseitigen Dingen wie Gesundheit, materiellem Reichtum und zahlreichen Nachkommen, so finden sich wiederum im Neuen Testaments vielfältige Hinweise auf Menschen, die offenbar an Gott geglaubt haben und fest davon überzeugt waren, seinem Willen entsprechend zu leben (z. B. die sprichwörtlich gewordenen Pharisäer und Schriftgelehrten), aber trotzdem oder gerade deswegen keine Gnade vor Gott fanden; andere wiederum wurden offenbar wegen ihrer Taten ins Reich Gottes aufgenommen, ohne sich der Bedeutung ihres Handelns bewusst gewesen sein (z. B. Gleichnis vom Weltgericht oder Matthäus 7,21–23 ). Oder es wird gar gesagt, Gott selber habe Menschen daran gehindert, an ihn zu glauben. Pascals Darstellung setzt jedoch voraus, es handele sich um eine einfache Ja-nein-Entscheidung, aus der sich alles Weitere zwangsläufig ergibt. Wäre dem so, so gäbe es keine Theologie und keine unterschiedlichen Konfessionen oder Religionen.
Anhänger von nicht-exklusiven Religionen (Sanatana Dharma oder Pantheismus zum Beispiel) bleiben von einer solchen Kritik unberührt. Zu beachten ist auch eine Besonderheit des jüdischen Glaubens, nach dem auch ein Nicht-Jude nur bestimmte Gesetze beachten muss, zu denen aber das Verbot von Götzenanbetung gehört. Schließlich gibt es Religionen, die keinen Bezug auf eine Gottheit erfordern, wie der Buddhismus. Die Pascalsche Wette richtet sich jedoch an Menschen, die – wie die Mehrheit der Menschheit – vom Monotheismus überzeugt sind.

### Austricksen der Wette
Außerdem gibt es die Überlegung, dass man die Wette „austricksen“ könnte, indem man sich erst auf dem Sterbebett bekehrt – nach verbreiteter christlicher Vorstellung kann ein Mensch fast sein ganzes Leben lang ohne Religionsausübung leben und dennoch an den Freuden des Himmels teilhaben, wenn er sich auf dem Sterbebett bekehrt. Die „Gefahr“ dabei ist offensichtlich der mögliche Fall eines plötzlichen Todes, sodass keine Gelegenheit bliebe, sich zu bekehren. Zudem stellen verschiedene Glaubensauslegungen in Frage, dass man sich bekehren könne, wann man wolle. Das Innerste könne verstockt und damit unfähig geworden sein, sich Gott noch zuzuwenden.

## Rokos Basilisk
In einem moderneren Gedankenexperiment namens Rokos Basilisk geht es darum, dass eine künstliche Intelligenz Menschen in einer zukünftigen virtuellen Realität gefangen hält und foltert, falls sie heute nichts unternehmen, um der künstlichen Intelligenz zu helfen, zum Beispiel durch tatkräftige Weiterentwicklung als Programmierer. Jemand der sich der künstlichen Intelligenz nicht bewusst ist und der KI nicht hilft, würde eine zukünftige Bestrafung ohnehin nicht als solche wahrnehmen. Wer aber an die Existenz einer zukünftigen, allmächtigen und bestrafenden künstlichen Intelligenz glaubt, steht vor einer ähnlichen Wahl wie in Pascals Wette.